# Lusail

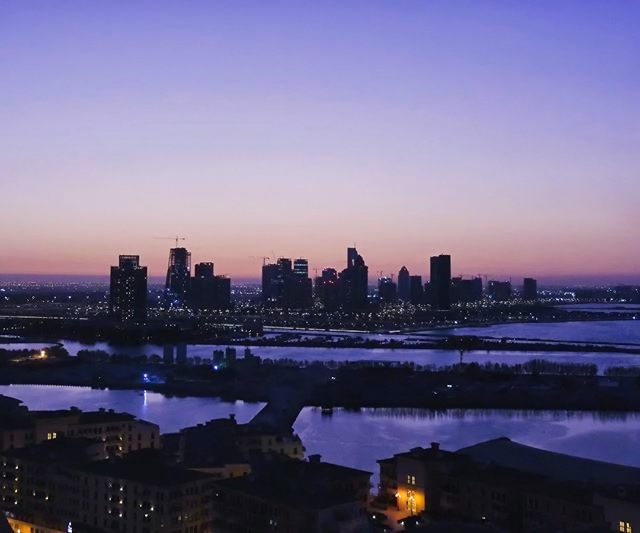
Lusail en junio de 2018.

Lusail (en árabe لوسيل, Lwsil, Lūsaīl) es una ciudad-isla del Estado de Catar, en estado de construcción, situada en la costa norte, a 15 km del centro de la capital, Doha, y del lago West Bay. Encuadrada en el municipio de Al Daayen, tendrá 35 km² y se prevé que podrá alojar a unos 200 000 habitantes.

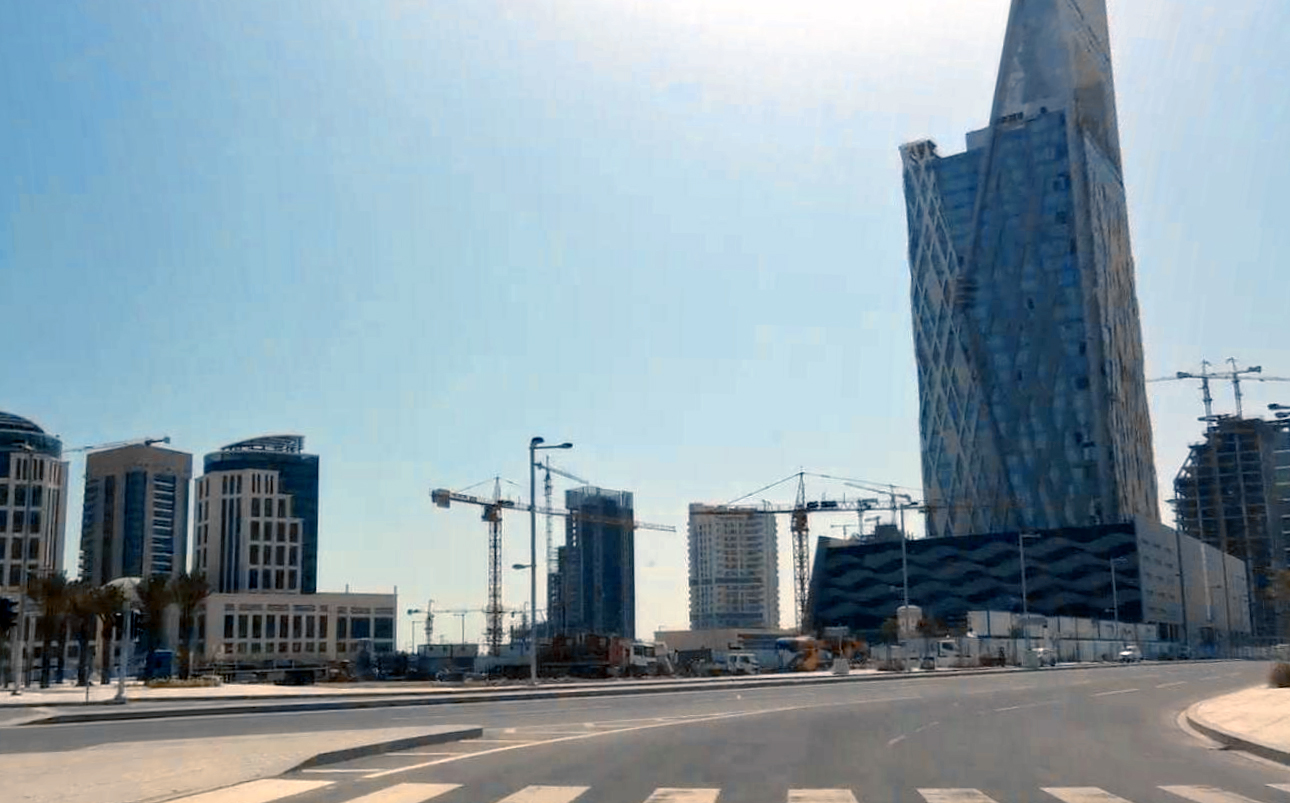
La ciudad en plena construcción en 2017.

Estará compuesta por dos puertos deportivos, zonas residenciales, centros comerciales, tiendas de lujo y lugares de ocio, así como playas y dos campos de golf. Será la sede de la compañía Qatar Petroleum e incluirá la Energy City (Ciudad de la Energía). 
Todo será construido al mismo tiempo que el proyecto principal The Pearl que fue acabado en 2010. Uno de los primeros proyectos finalizados ha sido el Fox Hill.
La ciudad fue una de las sedes principales de la Copa Mundial de Fútbol de 2022 en donde, según la organización del torneo, se jugaron en el Estadio Icónico de Lusail partidos de la fase de grupos, fase de eliminación directa y el partido final.
Además, esta ciudad albergó el Gran Premio de Catar de Fórmula 1 por primera vez en 2021, y a partir del año 2023 lo hará durante al menos diez ediciones.